# Estação Navas

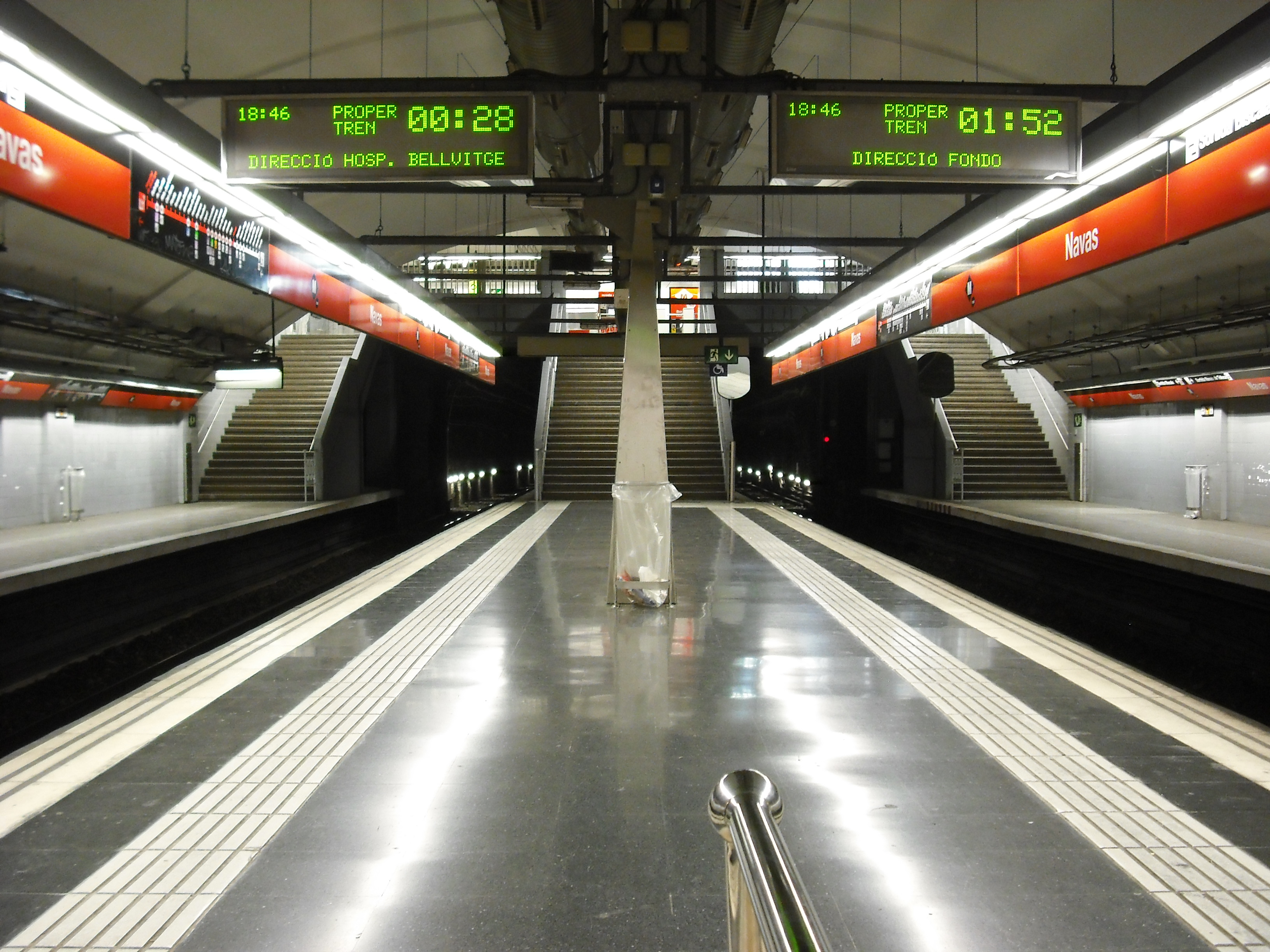
Estação Navas em 2010.

Navas é uma estação da Linha 1 do Metro de Barcelona.</ref>

## História
A estação foi inaugurada em 1953 como Navas de Tolosa como parte da Transversal Metropolitan Railway. Após 1982 com a reorganização dos números de linha e mudanças no nome da estação, ela adotou seu nome atual.